# Sitio de Hipona Regio
El sitio de Hipona, también conocido como Sitio de Hipona Regio tuvo lugar desde junio de 430 hasta agosto de 431. El ejército de los vándalos, liderado por su rey, asedió la ciudad episcopal de Hipona, ahora Annaba, en Argelia, donde se retiró el Conde Bonifacio, representante de la autoridad imperial en la provincia de África, tras haber sido derrotado en la batalla de Calama (mayo 430). Después de catorce meses, el asedio fue finalmente levantado sin que la ciudad fuera tomada. Fue durante este asedio que murió el obispo de la ciudad, San Agustín. El sitio de Hipona formó parte de la conquista vándala del norte de África.

## Antecedentes
Bonifacio, comes Africae, recién reconciliado con el poder imperial en Roma, buscaba oponerse al avance de los vándalos en la diócesis de África. Después de fallidos intentos de federarlos, los enfrentó militarmente en la primavera del 430, pero fue derrotado en la batalla de Calama. Luego se retiró con sus tropas federadas de los godos a Hipona, una ciudad fortificada que ocupaba una posición estratégica. La ciudad ya acogía a varios miles de refugiados de las provincias circundantes. Una de las principales fuentes de este asedio fue el obispo Possidio de Calama.

## Asedio
El asedio comenzó en mayo o junio del 430. Mientras el grueso del ejército impuso un bloqueo terrestre y marítimo, los destacamentos saquearon la provincia circundante. El pueblo es la sede episcopal de San Agustín que no ha huido del pueblo. Possidio, autor de una biografía del Padre de la Iglesia, probablemente aprovecha la oportunidad para hacer un inventario de los libros, sermones y cartas de Agustín. Tres meses después del comienzo del asedio, el 28 de agosto de 430, murió san Agustín.
Los vándalos, inexpertos en el arte de asediar un lugar bien defendido, fallan en tomar la ciudad: después de catorce meses, tal vez empujados por problemas de suministro o enfermedades, Genserico levanta el asedio. También se ha evocado una hipótesis alternativa de un tratado que ofrezca salvoconducto a Bonifacio y a los habitantes de la ciudad.

## Consecuencias
Fue más o menos al mismo tiempo, a principios del verano de 431, que los refuerzos enviados por el Imperio Bizantino y el Imperio Romano de Occidente, liderados por el magister militum Aspar, desembarcaron en África, probablemente en Cartago. Después de unirse a las tropas de Bonifacio, Aspar se enfrentó a los vándalos entre Cartago e Hipona pero fue severamente golpeado. Entre los rehenes estaba Marciano, el futuro emperador de Oriente, que era miembro de la guardia personal de Aspar en ese momento. Bonifacio, por su parte, fue llamado a Italia por la regente Gala Placidia.
Después de su asedio, Hipona fue abandonada por sus habitantes y finalmente será tomada por los vándalos un año después. La ciudad habría sido quemada, pero ninguna evidencia arqueológica corrobora este episodio.